# Communauté de communes du canton de Garlin
La communauté de communes du canton de Garlin est une ancienne communauté de communes française créée le 1er janvier 1973, située dans le département français des Pyrénées-Atlantiques et la région Nouvelle-Aquitaine. Depuis le 1er janvier 2017, elle est intégrée à la communauté de communes des Luys en Béarn.
La modification de la structure antérieure en communauté de communes est intervenue le 28 décembre 1999.

## Composition
La communauté de communes regroupe 19 communes :
| Nom                      | Code Insee | Gentilé                 | Superficie (km2) | Population (dernière pop. légale) | Densité (hab./km2) |
| ------------------------ | ---------- | ----------------------- | ---------------- | --------------------------------- | ------------------ |
| Garlin (siège)           | 64233      | Garlinois               | 18,30            | 1 396 (2014)                      | 76                 |
| Aubous                   | 64074      | Aubousois               | 3,78             | 53 (2014)                         | 14                 |
| Aydie                    | 64084      | Aydiens                 | 7,86             | 134 (2014)                        | 17                 |
| Baliracq-Maumusson       | 64090      | Baliracois              | 6,06             | 134 (2014)                        | 22                 |
| Boueilh-Boueilho-Lasque  | 64141      | Boueilhais-Lasquais     | 17,35            | 342 (2014)                        | 20                 |
| Burosse-Mendousse        | 64153      | Burmendais              | 5,62             | 59 (2014)                         | 10                 |
| Castetpugon              | 64180      | Castetpugonais          | 7,49             | 196 (2014)                        | 26                 |
| Conchez-de-Béarn         | 64192      | Conchessois             | 4,49             | 124 (2014)                        | 28                 |
| Diusse                   | 64199      | Diussois                | 5,31             | 141 (2014)                        | 27                 |
| Mascaraàs-Haron          | 64366      | Mascaronais             | 8,76             | 129 (2014)                        | 15                 |
| Moncla                   | 64392      | Monclanais              | 5,83             | 103 (2014)                        | 18                 |
| Mont-Disse               | 64401      | Mont-Dissois            | 5,35             | 75 (2014)                         | 14                 |
| Mouhous                  | 64408      | Mouhoussois             | 3,30             | 55 (2014)                         | 17                 |
| Portet                   | 64455      | Portetois ou Portéziens | 7,89             | 169 (2014)                        | 21                 |
| Ribarrouy                | 64464      | Ribarrois               | 2,27             | 83 (2014)                         | 37                 |
| Saint-Jean-Poudge        | 64486      | Saint-Jean-Poudgeois    | 3,93             | 81 (2014)                         | 21                 |
| Tadousse-Ussau           | 64532      | Tadoussois              | 4,73             | 73 (2014)                         | 15                 |
| Taron-Sadirac-Viellenave | 64534      | Taronnais, Sadiracquois | 13,86            | 193 (2014)                        | 14                 |
| Vialer                   | 64552      | Vialerois               | 7,29             | 189 (2014)                        | 26                 |